# Agrostis congestiflora
Agrostis congestiflora là một loài thực vật có hoa trong họ Hòa thảo. Loài này được Tutin & E.F.Warb. mô tả khoa học đầu tiên năm 1932.